# Polyanilinová vlákna

Chemická struktura polyanilinu

Polyanilinová vlákna (mezinárodní zkratka PANI) jsou textilní materiály z elektricky vodivých polymerů.
Nejstarší zpráva o existenci polyanilinu pochází z roku 1862. První pokusy se zvlákňováním polyanilinu jsou známé od 80. let 20. století. V odborných publikacích jsou popisovány pokusy s různými metodami a technikami, cena polyanilinového prášku se v roce 2018 udává s cca 17 €/g, do té doby však nebyl známý žádný komerční výrobce polyanilinových vláken.

## Způsoby výroby
Polyanilin se získává chemickou nebo elektrochemickou oxidací anilinu. Ze tří základních forem polyanilinu je nejpoužívanější emeraldin, který vzniká jako přímý produkt polymerace. Protože čistý polyanilin má nízkou pevnost, ohebnost a stabilitu proti povětrnostním vlivům, připravuje se ke zvlákňování zpravidla jako kopolymer ze směsi s jinými syntetickými materiály (aramidy, polyamidy aj).

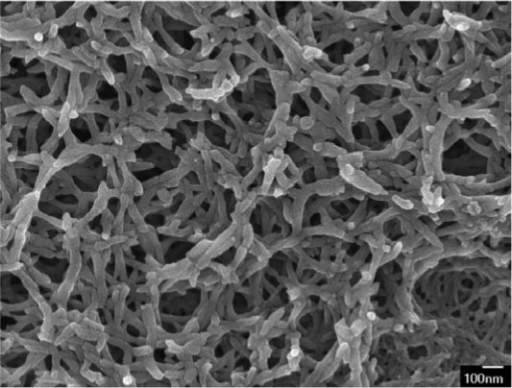
Polyanilinová nanovlákna 2000 x zvětšená

Polyanilinová vlákna se dají vyrábět:
- Mokrým zvlákňováním

Směs prášku z emeraldinu a dopantu se rozpouští s koncentrací 5-10% a protlačuje tryskou do kyselinové lázně, kde koaguluje na vlákno, které se dlouží až na pětinásobnou délku s průměrem 220 µm, hustotou cca 1,5 g/cm3, pevností 0,4-0,6 dN/tex a vodivostí až 600 S/cm, a dotuje různými chemikáliemi. U hotového vlákna se dá dosáhnout při hustotě 1,6 g/cm3 pevnosti 1 dN/tex. Údaje o možné vodivosti se pohybují od 10 S / cm až do 600 S / cm.
- Elektrostatickým zvlákňováním

K elektrostatickému zvlákňování polyanilinu se používá v elektrickémi poli mezi polymerním roztokem a kolektorem napětí 15-25 kV. U polyanilinu dotovaného kyselinou sírovou se dosáhla vodivost 0,1 S /cm u vláken s délkou do 30 µm a s průměrem cca 200 nm.